# Роберт Елліот Кан
Роберт Елліот (Боб) Кан (англ. Robert Elliot "Bob" Kahn; нар. 23 грудня 1938, Нью-Йорк, США) — американський інженер-електрик, винахідник протоколу TCP; спільно з Вінтоном Серфом — винахідник протоколу IP, член Національної інженерної академії США (1987), Національної академії наук США (2015).

## Біографія
Здобув освіту інженера-електрика в міському коледжі Нью-Йорка (1960), дипломи магістра та доктора філософії в Прінстоні (1962, 1964). У 1972 Кан вступив на службу в державне агентство з військових розробок ARPA (сучасне DARPA). У тому ж році, в жовтні, відбувся перший досвід зі створення працездатної мережі ARPANET, що включала 40 серверів. У 1972–1974 для вирішення проблеми сумісності різних систем і каналів зв'язку Кан залучив Вінтона Серфа; команда Кана-Серфа розробила протокол віддаленого мережевого обміну, відомий як TCP, під керівництвом Леонарда Кляйнрока. Досягнувши поста директора інформаційного департаменту DARPA, в наступні роки Кан керував багатомільярдним проектом Strategic Computing Program. У 1986 Кан перейшов на роботу в CNRI і очолює її донині (січень 2008).
Роботи Кана і Серфа 1970-х років, які створили технічну основу сучасного інтернету, відзначені численними національними та міжнародними нагородами; остання за часом — Премія Японії (січень 2008).